# Anna Waser

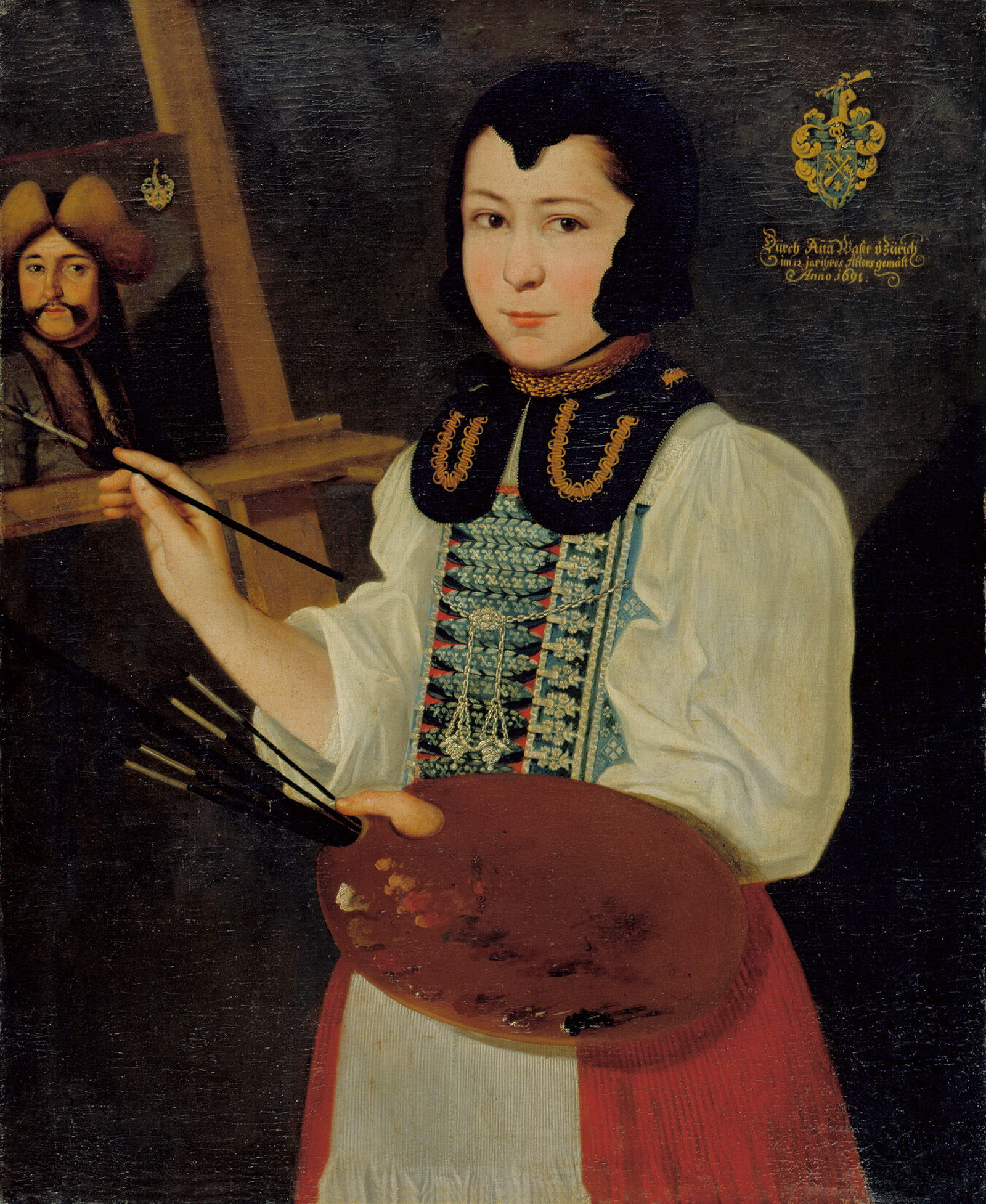
Anna Waser: Selbstbildnis mit 12 Jahren, 1691. 83 × 68 cm.
Kunsthaus Zürich.

Selbstporträt, 1706; Silberstift

Anna Waser (getauft am 16. Oktober 1678 in Zürich; † 20. September 1714 ebenda) war eine Schweizer Miniaturmalerin, Zeichnerin, Radiererin und Kalligrafin des Hochbarocks. Sie gilt als eine der frühesten namentlich bekannten Schweizer Malerinnen.

## Leben
Anna Waser war das fünfte Kind von Esther (geb. Müller) und Johann Rudolf Waser. Beide Eltern stammten aus einflussreichen Zürcher Familien. Der Vater amtierte als «Schirmschreiber» der Stadt Zürich, d. h. er führte als Notar das amtliche Verzeichnis des Vermögens von Witwen und Waisen und verwaltete den «Schirmkasten», in welchem diesbezügliche Dokumente aufbewahrt wurden. Von 1680 bis 1686 vertrat er als Amtmann die Zürcher Obrigkeit in Rüti; danach wirkte er wieder in Zürich als Pfleger des Grossmünsterstifts und war Mitglied des Grossen Rats.
Anna verbrachte ihre Kindheit und frühe Jugend in Rüti und Zürich. Sie erhielt eine breite humanistische Ausbildung; Johann Caspar Füssli erwähnt ihre sehr guten Kenntnisse in Latein, Französisch, Italienisch und Mathematik. Ihr erster Zeichenlehrer war Johann Georg Sulzer aus Winterthur, dessen Porträt sie in ihr Selbstbildnis von 1691 integrierte.
Von 1691 bis 1695 besuchte sie die private Kunstschule des Miniatur- und Historienmalers Joseph Werner in Bern. Sie lebte in Werners Haus und schloss Freundschaft mit ihm sowie mit seinen Kindern Sibylla und Christoph, mit denen sie später regen Briefkontakt pflegte. 1695 zog Werner mit seiner Familie nach Berlin, wo er Hofmaler und Direktor der 1696 gegründeten kurfürstlichen Kunstakademie wurde.

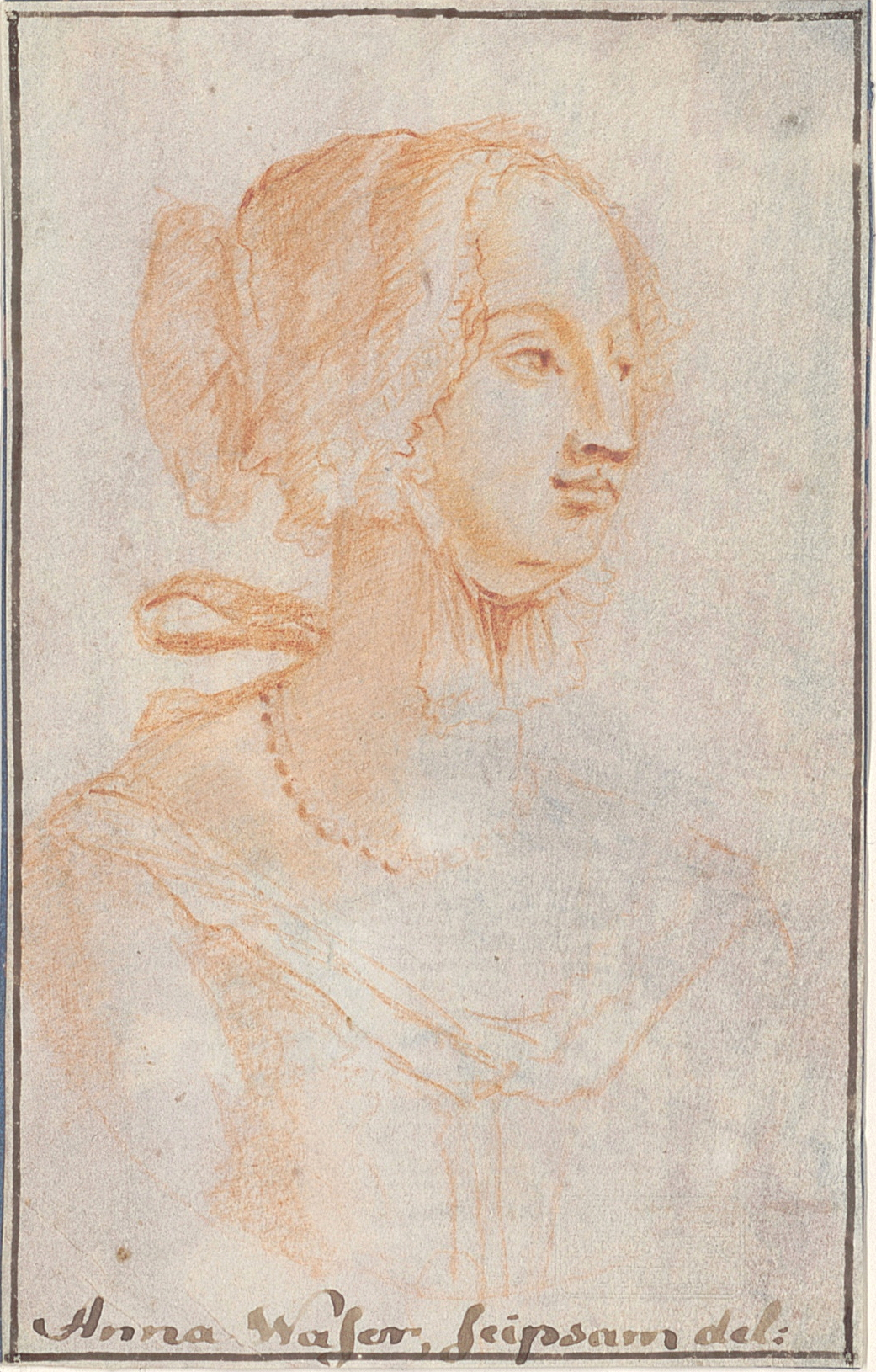
Selbstporträt, undatiert. Rötel, 10 × 6,5 cm.
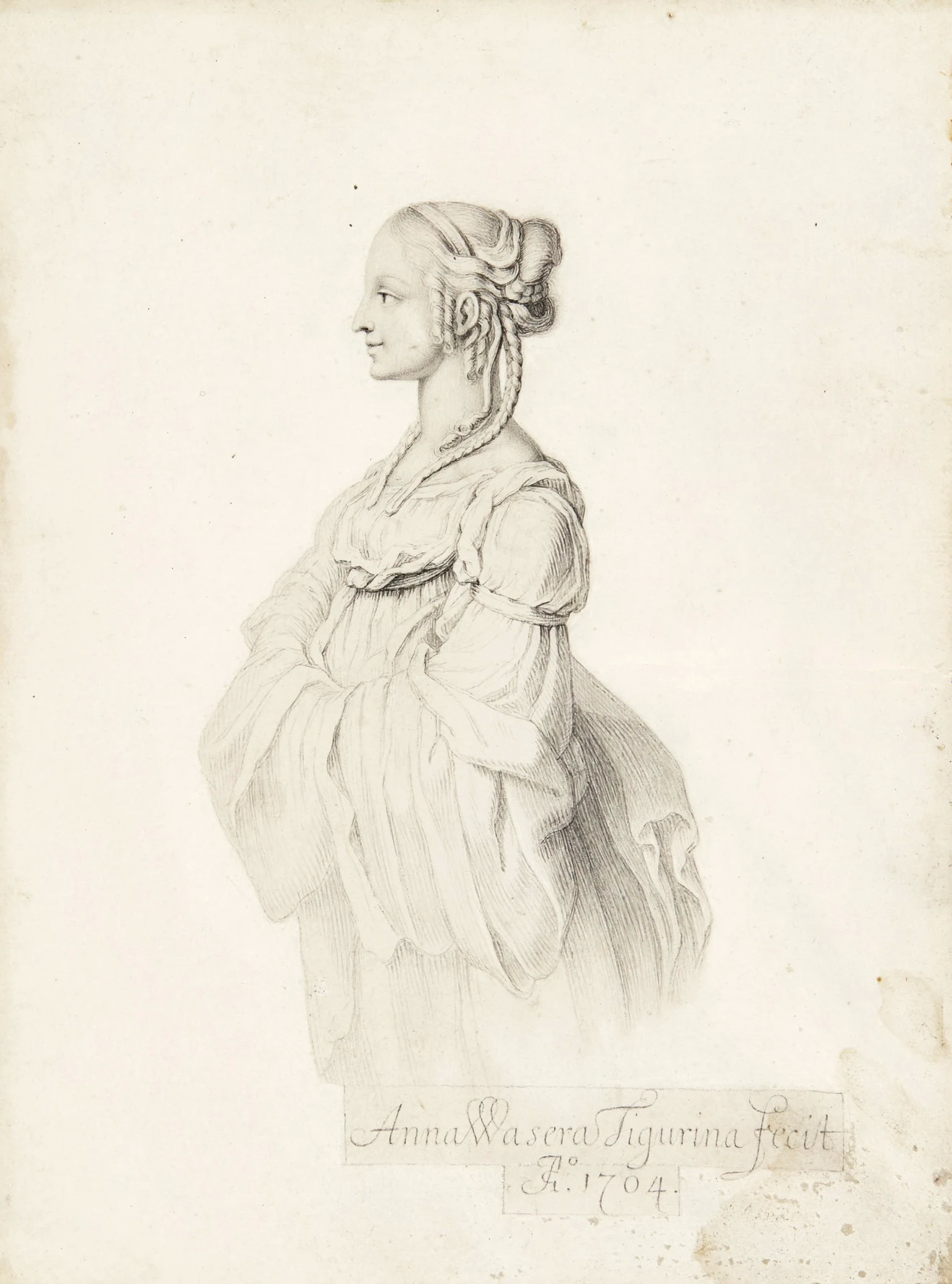
Selbstporträt, 1704. Silberstift, 13 × 9,6 cm.
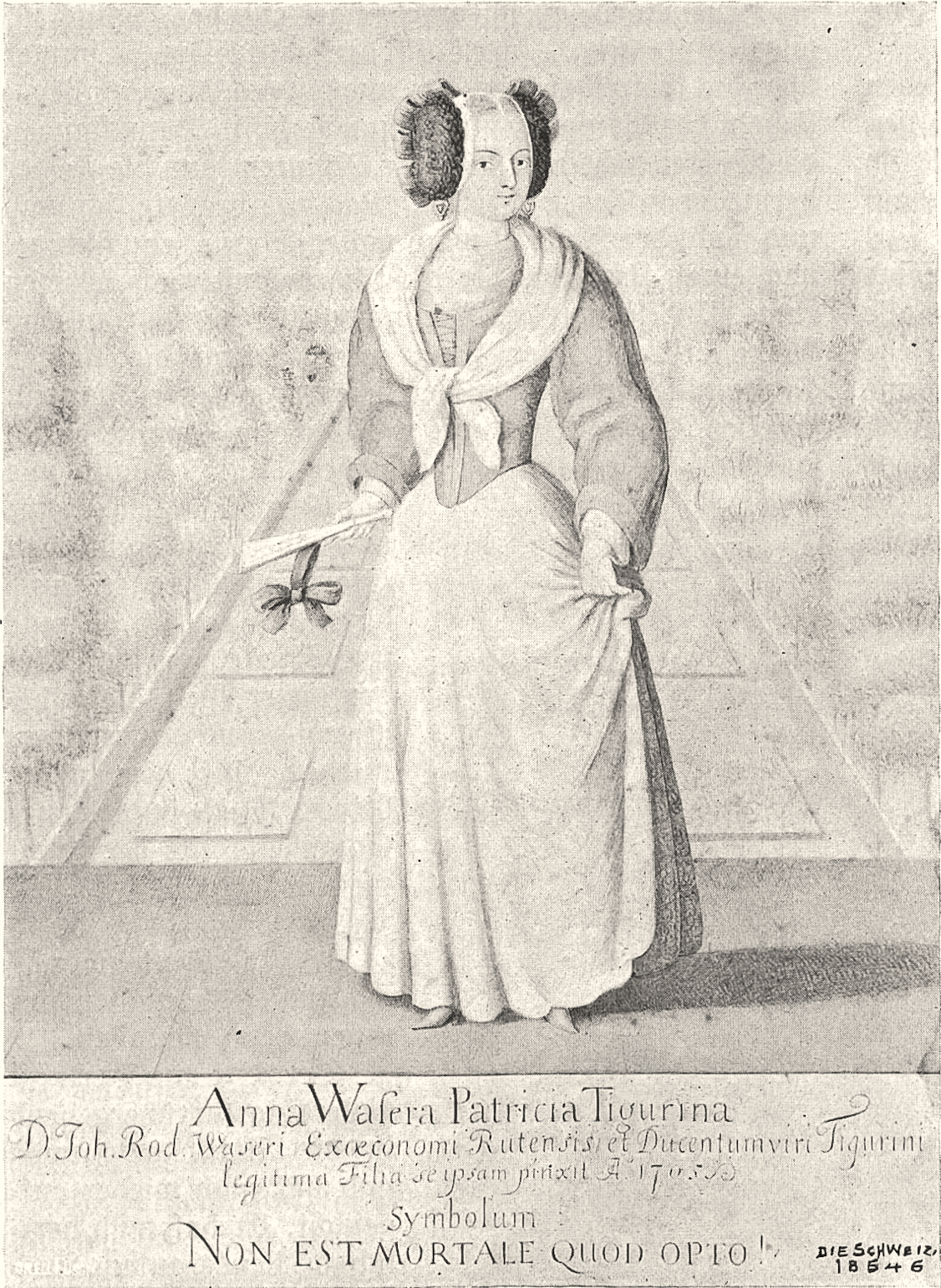
Ironische Selbstinszenierung als Zürcher Patrizierin

Nach Abschluss ihrer künstlerischen Ausbildung arbeitete Anna Waser in ihrer Heimatstadt Zürich so erfolgreich als Miniaturmalerin, dass sie bald über die Landesgrenzen hinaus bekannt wurde. Zu ihren Kunden gehörten u. a. die Fürstenhöfe von Stuttgart und Baden-Durlach. 1700 ernannte sie der hessische Graf Wilhelm Moritz zu Solms-Braunfels zur Hofmalerin auf Schloss Braunfels, wo ihr Bruder Johann Rudolf als Hauslehrer wirkte. Nachdem dieser nach Holland weitergezogen war, kehrte sie nach Zürich zurück (vermutlich um 1702). Zumindest bis 1708 war sie hier weiterhin künstlerisch tätig. Aus späterer Zeit ist nur ein einziges Werk erhalten, eine Silberstiftzeichnung von 1711, beschriftet in französischer Sprache: «Wie die Gesundheit das Paradies des Körpers ist, so ist die Liebe Gottes (oder: die Liebe zu Gott) das Paradies der Seele.» (Siehe Abbildung.)

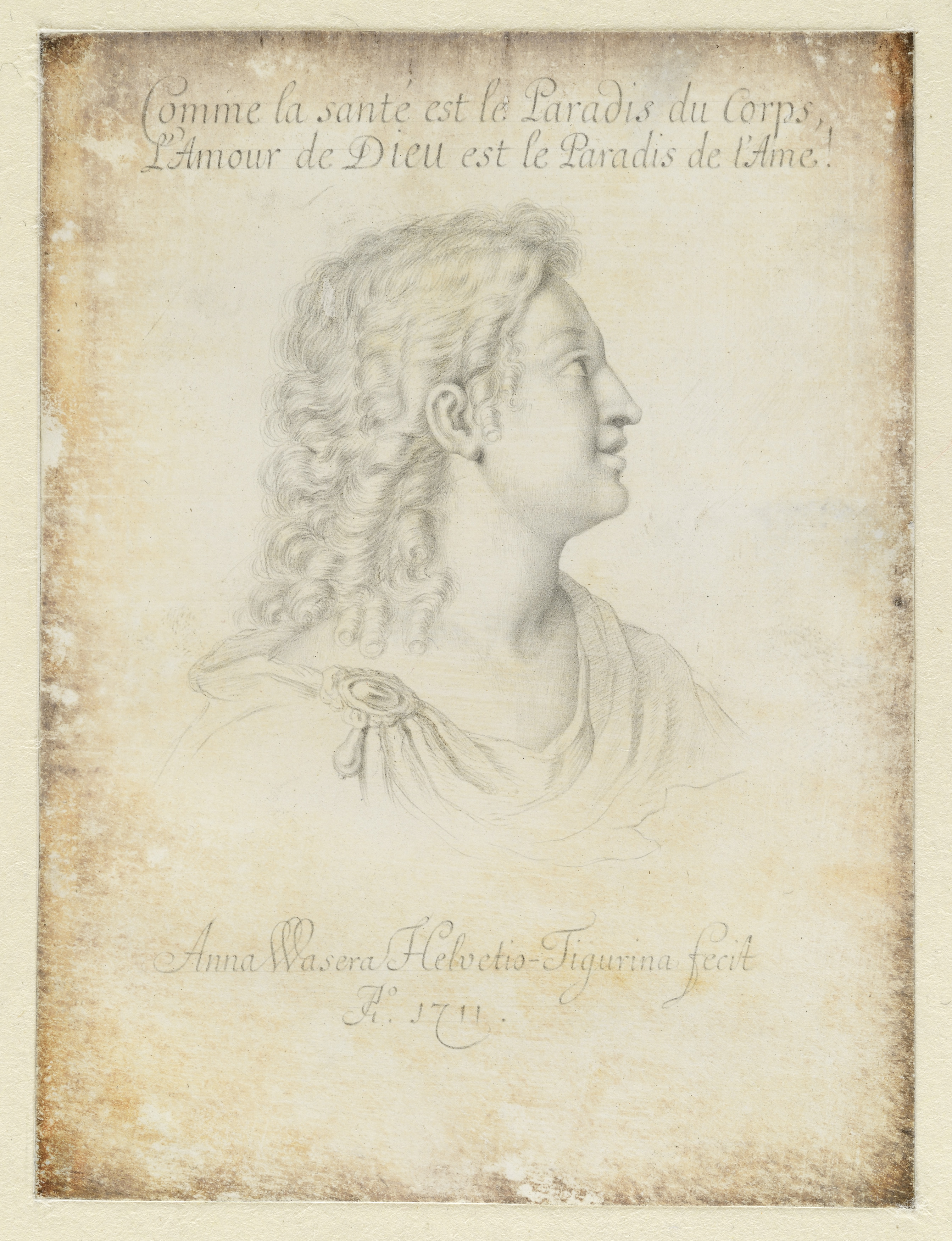
Wasers letztes bekanntes Werk:
Weibliches Idealporträt, 1711
(Staatliche Museen zu Berlin)

Anna Waser blieb ledig. 1714 starb sie im Alter von erst 35 Jahren unter unbekannten Umständen. Ihr früher Tod und das Fehlen künstlerischer Werke aus ihren letzten Lebensjahren führten zur Entstehung von Legenden. Johann Caspar Füssli erwähnte 1757 in seinem Künstlerlexikon Geschichte und Abbildung der besten Mahler in der Schweitz angeblichen Leistungsdruck, der von Annas Vater ausgegangen sei, und nannte als Todesursache einen «Fall» (mit falscher Jahresangabe, 1713 statt 1714): «… da aber ihre Neigungen unter diesem Zwang gedrückt wurden, so verlohr sie ihre Leibs- und Gemühts-Kräfte, und starb von einem Fall A. 1713, im 34. Jahr ihres Alters.»
In Wasers kalligrafischem Werk Schreibüebung (1708; siehe unten, Werk) finden sich die folgenden Sätze über den Tod, in französischer Sprache verfasst:

„Wir sollten nicht daran denken, den Tod zu fürchten, sondern nur daran, ihn durch die Taten, die wir vor dem Verlassen dieser Welt vollbringen, gut zu machen. Die Länge oder Kürze des Lebens entscheidet nicht über seine Glückseligkeit, denn es ist der letzte Augenblick, der sie gewährt. Wenn ein Schiff zerbricht, denkt jeder daran, sich zu retten, ohne sich um die Reichtümer zu kümmern, die er zurücklässt. Dasselbe müssen wir tun, wenn wir uns dem Tode nahe sehen. Man sollte an die Güter denken, auf die man hofft, und nicht an die, die man verlassen muss. Die höchste Stufe der Weisheit besteht darin, im Leben das zu tun, was man im Sterben wünscht, während des ganzen Lebens getan zu haben.“

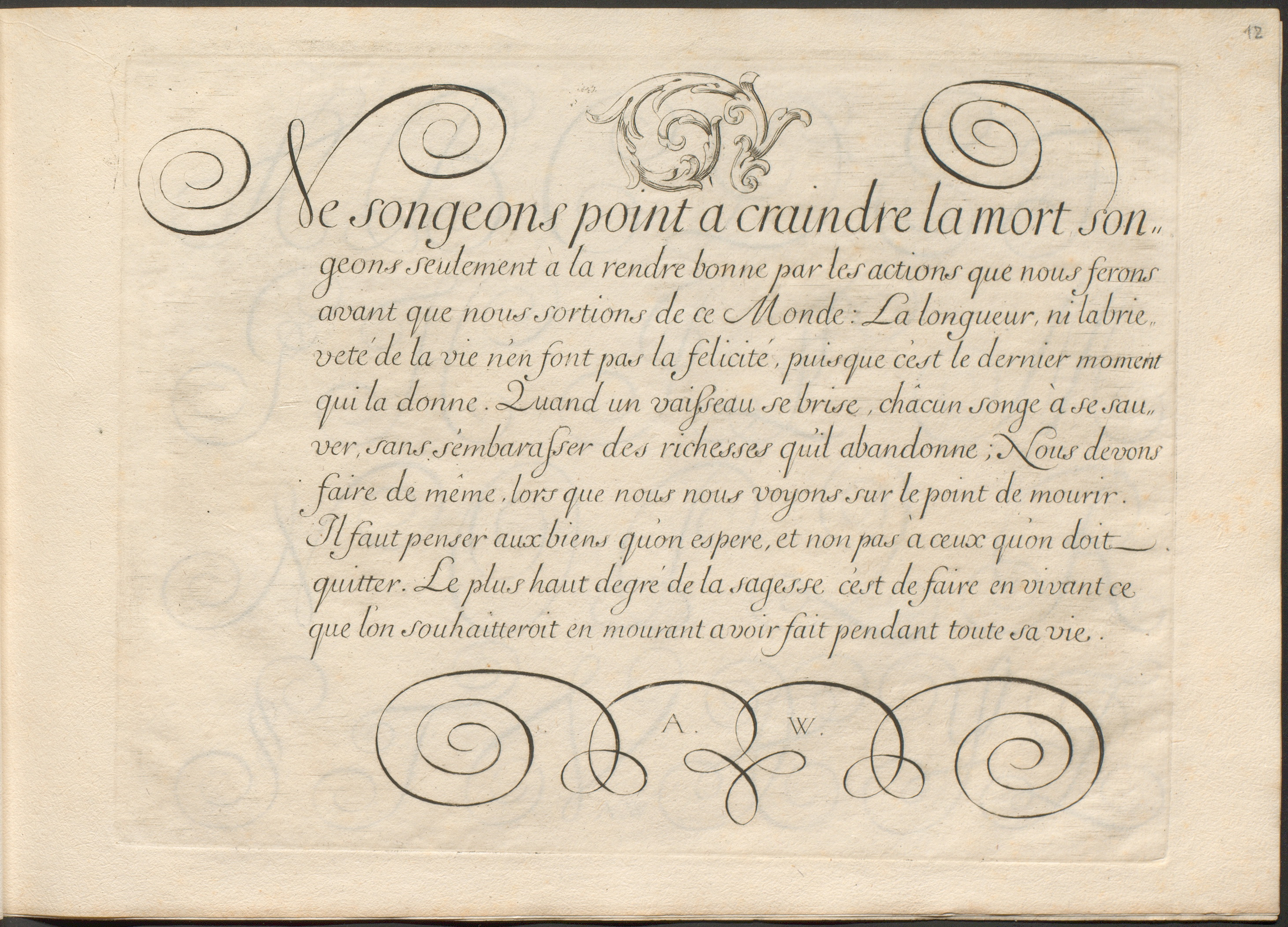
Kupferstich von Anna Waser, 1708: Ne songeons point à craindre la mort…

Laut Füssli hatte Waser Briefkontakt gepflegt mit Malerkollegen und anderen bekannten Persönlichkeiten: «Die größten Männer Deutschlandes verehrten sie: und Joseph Werner (…), Felix Meyer (…), Wilhelm Stettler und Dünz wechselten Briefe mit ihr über die Mahler-Kunst. Die geschickte Maria Clara Eimmart verlangte ihre Freundschaft ebenfalls, und der bekannte Doctor Scheuchzer unterhielte sie.» Die Briefe sind nicht mehr auffindbar, erhalten ist hingegen Annas Eintrag im Stammbuch ihres Cousins, Johann Jakob Scheuchzer.

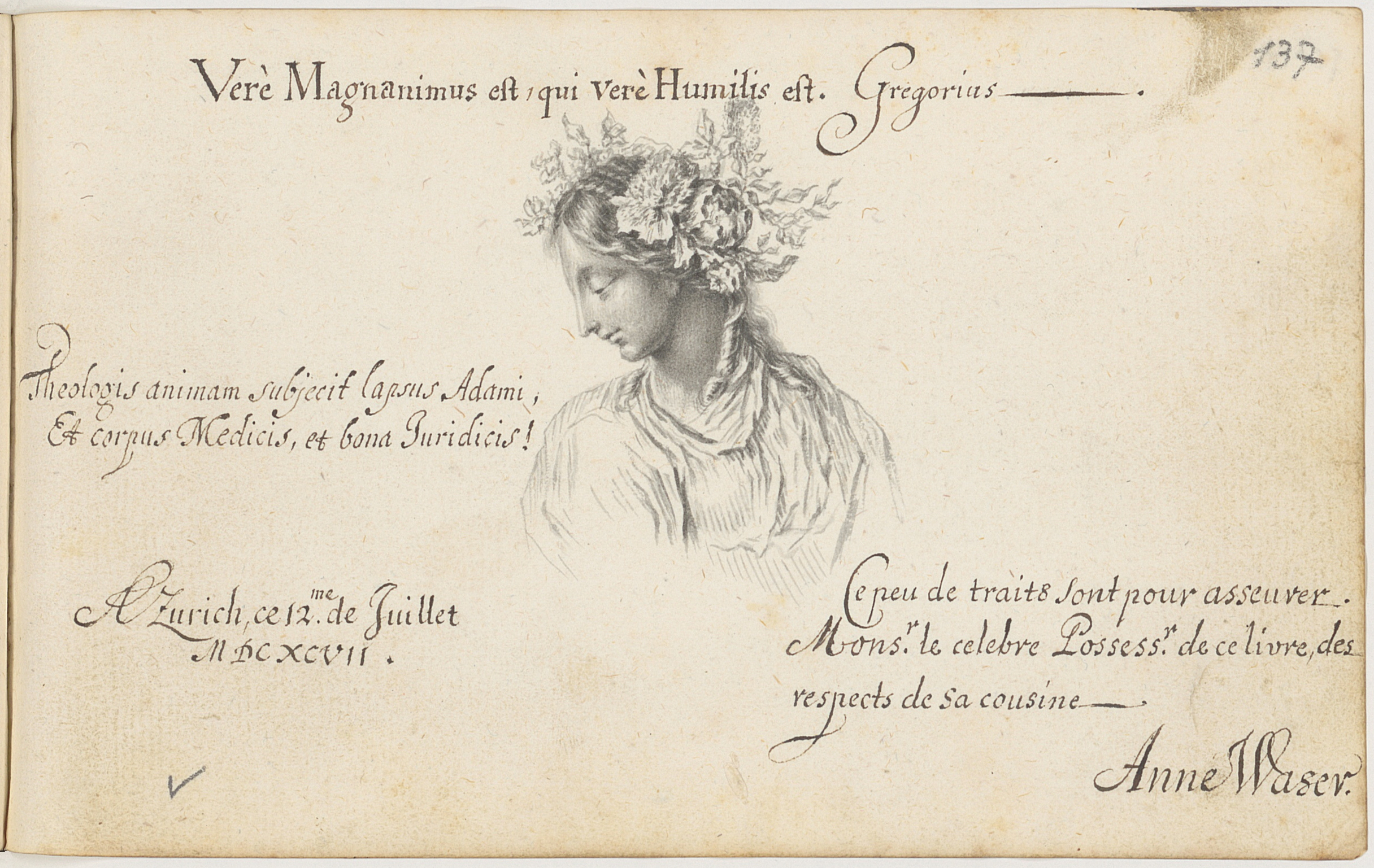
Stammbucheintrag für Johann Jakob Scheuchzer, datiert 12. Juli 1697.
Der lateinische Leitspruch (oben) bedeutet: «Wirklich edel ist, wer wirklich demütig ist.»
Die Widmung in französischer Sprache (unten rechts) heisst übersetzt: «Diese wenigen Striche sollen dem berühmten Herrn Besitzer dieses Buches die Wertschätzung seiner Cousine versichern.»

Um 1707/1708 schickte Anna Waser ihre Lebensgeschichte, ein in Silberstifttechnik ausgeführtes Selbstbildnis und weitere Kunstwerke an Jacob von Sandrart für eine geplante Fortschreibung des von seinem Onkel Joachim von Sandrart begründeten Künstlerlexikons Teutsche Academie. Zu dieser Fortschreibung kam es aber nicht mehr, weil Jacob von Sandrart kurz darauf starb. Wasers Lebensgeschichte ging offenbar verloren. Füssli stellte lakonisch fest: «Wäre es [Sandrarts Vorhaben] zu Stande gekommen, so könnten wir mehr zuverlässiges von ihren Arbeiten wissen.»
Erst 1899, 185 Jahre nach Anna Wasers Tod, wurde in Zürich die erste Kunstschule für Damen gegründet, von Luise Stadler.

## Werk
Wasers von zeitgenössischen Kritikern so sehr gelobten Werke sind grösstenteils verschollen. Ausser dem bemerkenswerten Selbstporträt der Zwölfjährigen sind heute nur noch etwa 25 Zeichnungen und wenige Miniaturen bekannt. Bereits 1757 musste Johann Caspar Füssli von «Überbleibseln» ausgehen, «welche sich noch hier befinden, es sind entweder Lehrstücke oder Entwürffe». Ihre «besten Stücke» seien nach England, Deutschland und Holland gekommen.

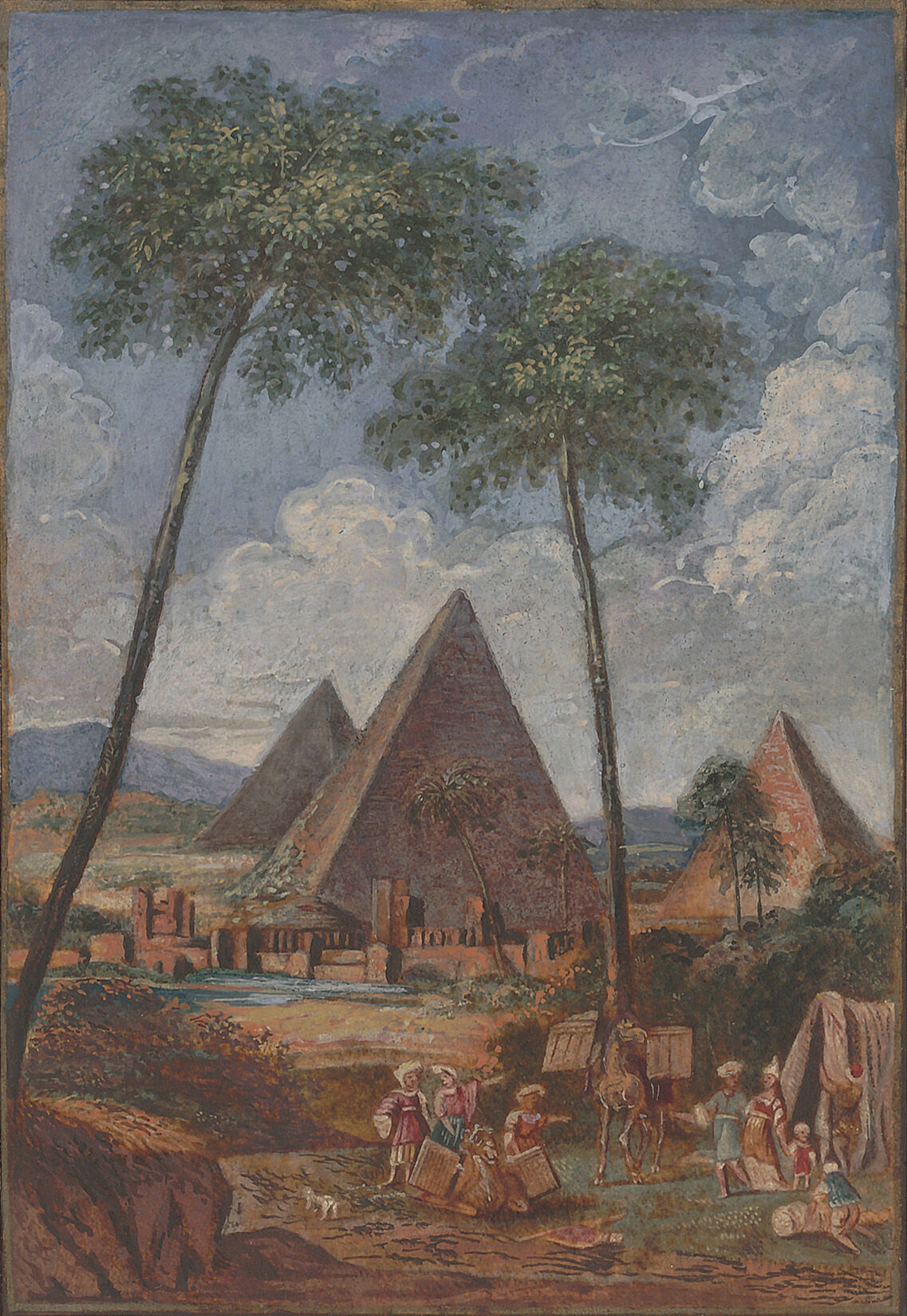
Ägyptische Stadt an einem See, 1691. Gouache, 14 × 9 cm.
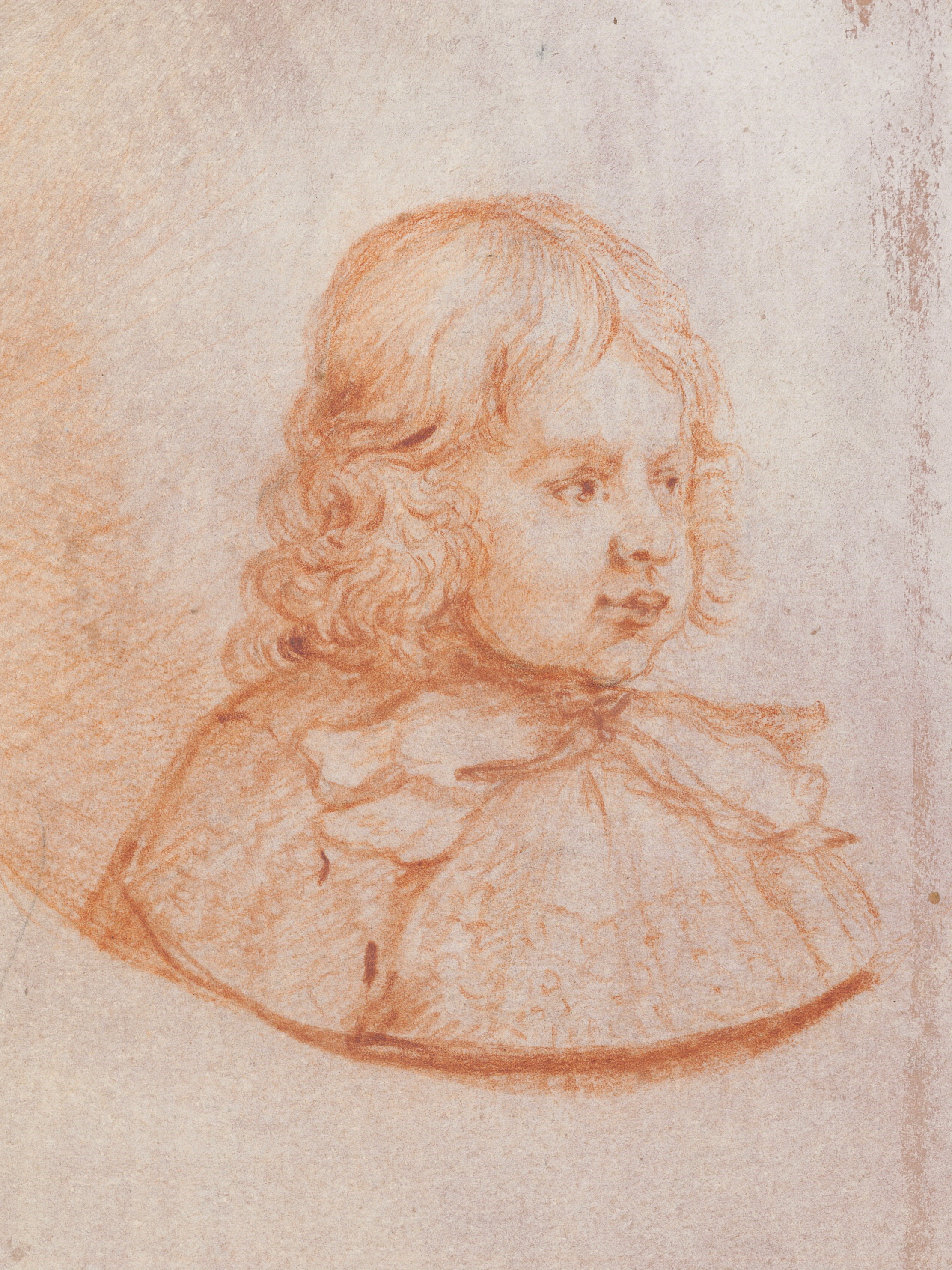
Annas Bruder Heinrich, um 1695. Rötelzeichnung.
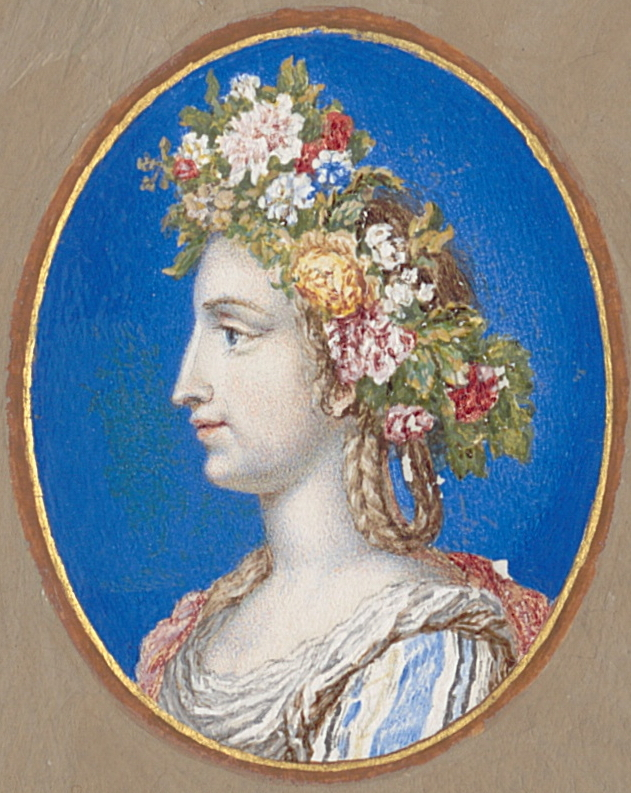
Flora, undatiert. Gouache, 9 × 8 cm.
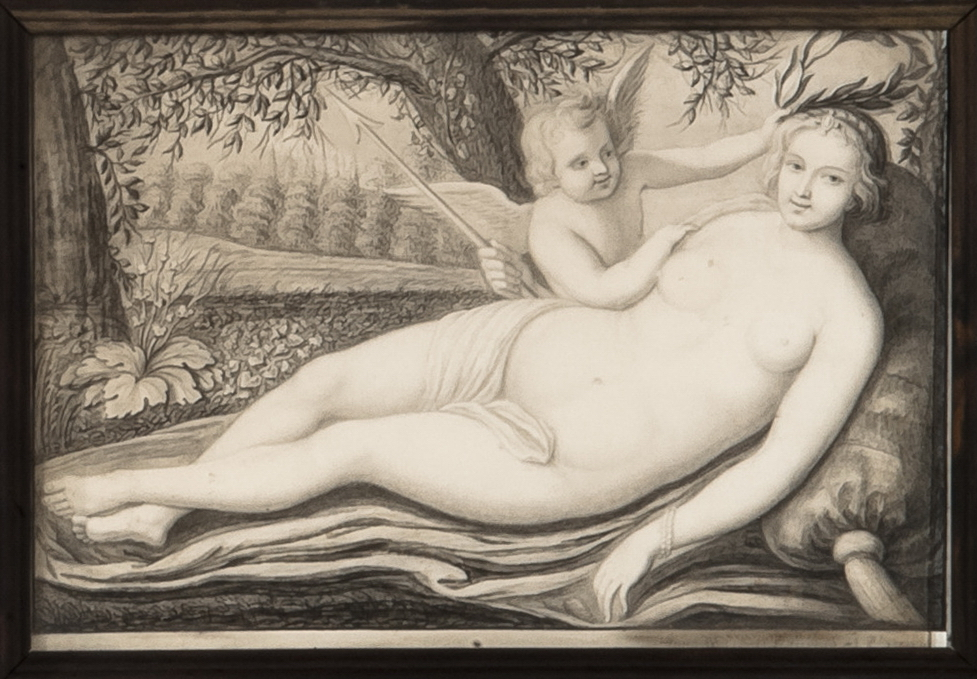
Venus und Amor, 1704. Grisaille, 17 × 24 cm.

Für ihren Cousin, den Arzt und Naturforscher Johann Jakob Scheuchzer, malte oder zeichnete sie Landschaften, als Vorlagen für Illustrationen in seinem Werk Ouresiphoites Helveticus, sive itinera alpina («Helvetischer Berggänger, oder Reisen durch die Alpen», London 1708; 2. Auflage: Leiden 1723). Scheuchzer legte Wert darauf, dass die künstlerische Leistung seiner Cousine gewürdigt wurde; der für die Drucklegung Verantwortliche bezeichnete sie in einem Brief an ihn als the most Ingenious Madame Anne Waser.
Das erste der folgenden vier Bilder liess Scheuchzer erst in der zweiten Auflage von 1723 vor dem Titelblatt einfügen, neun Jahre nach Wasers Tod. Die Illustrationen der ersten Auflage von 1708 wurden mit finanzieller Unterstützung durch Mitglieder der Royal Society gedruckt; unter jedem Bild steht der Name eines Spenders. Der Sponsor der drei Bilder, die den Teilen von Scheuchzers Werk vorangestellt sind, war Isaac Newton persönlich, seit 1703 Präsident der Royal Society.

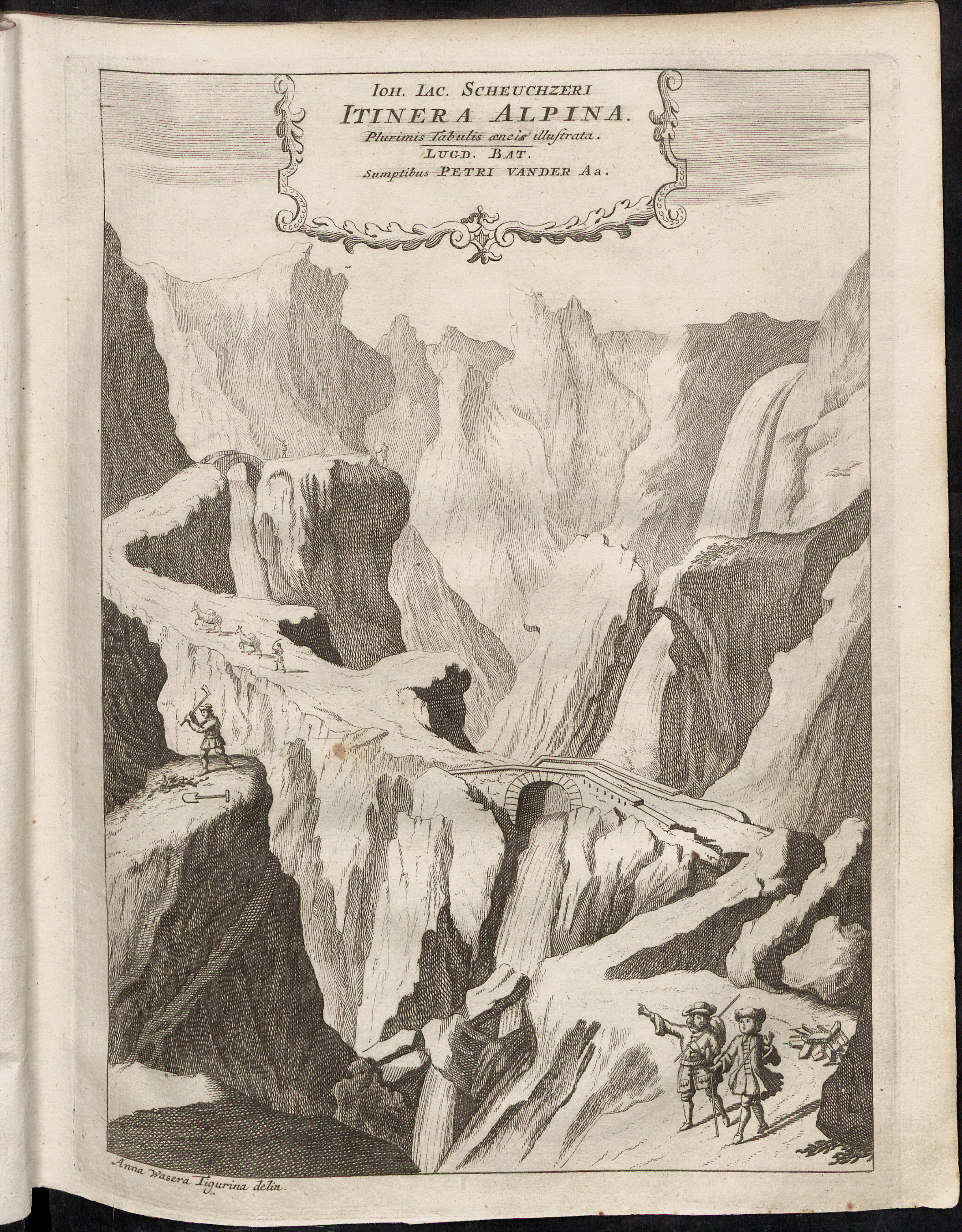
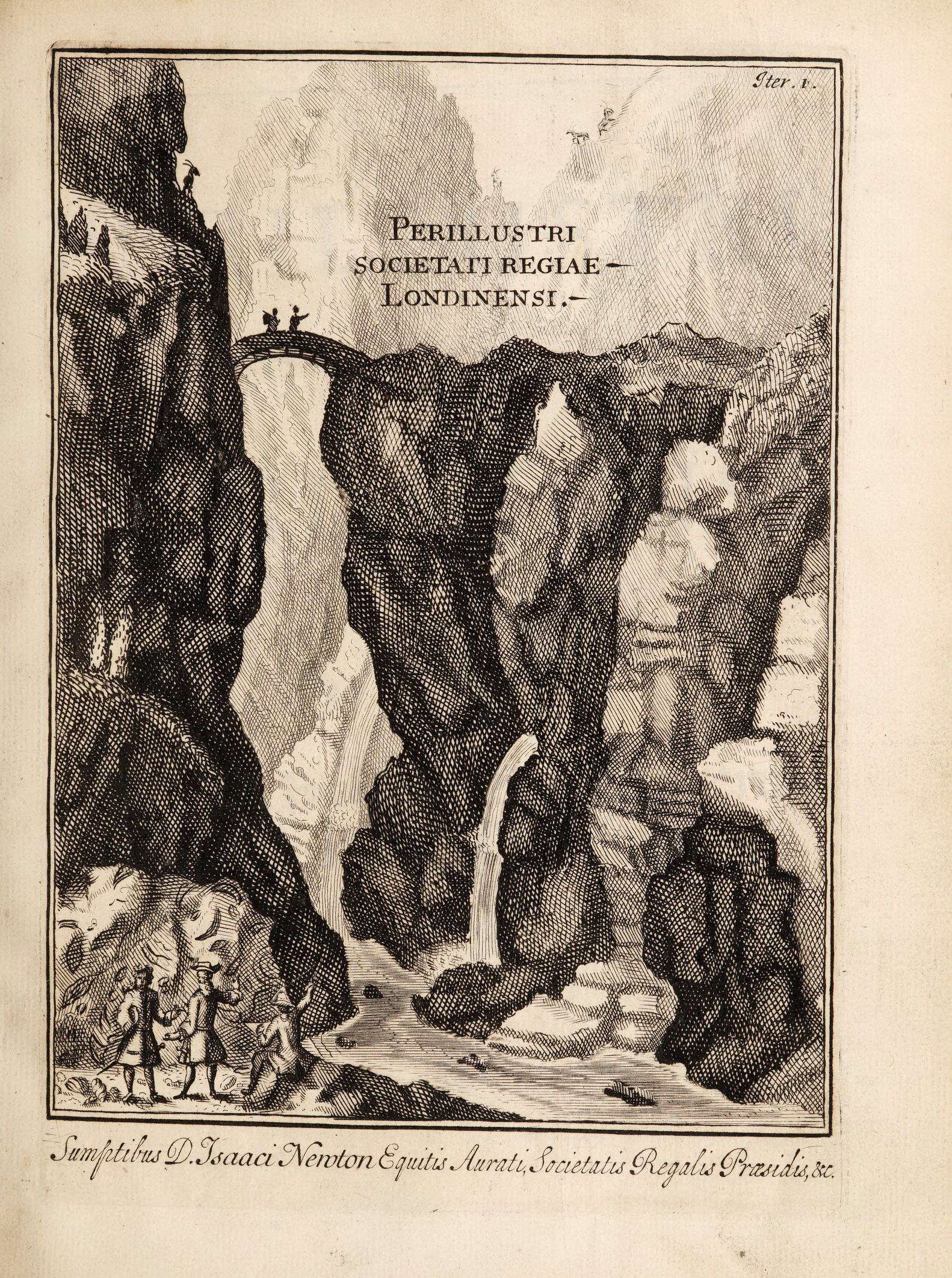
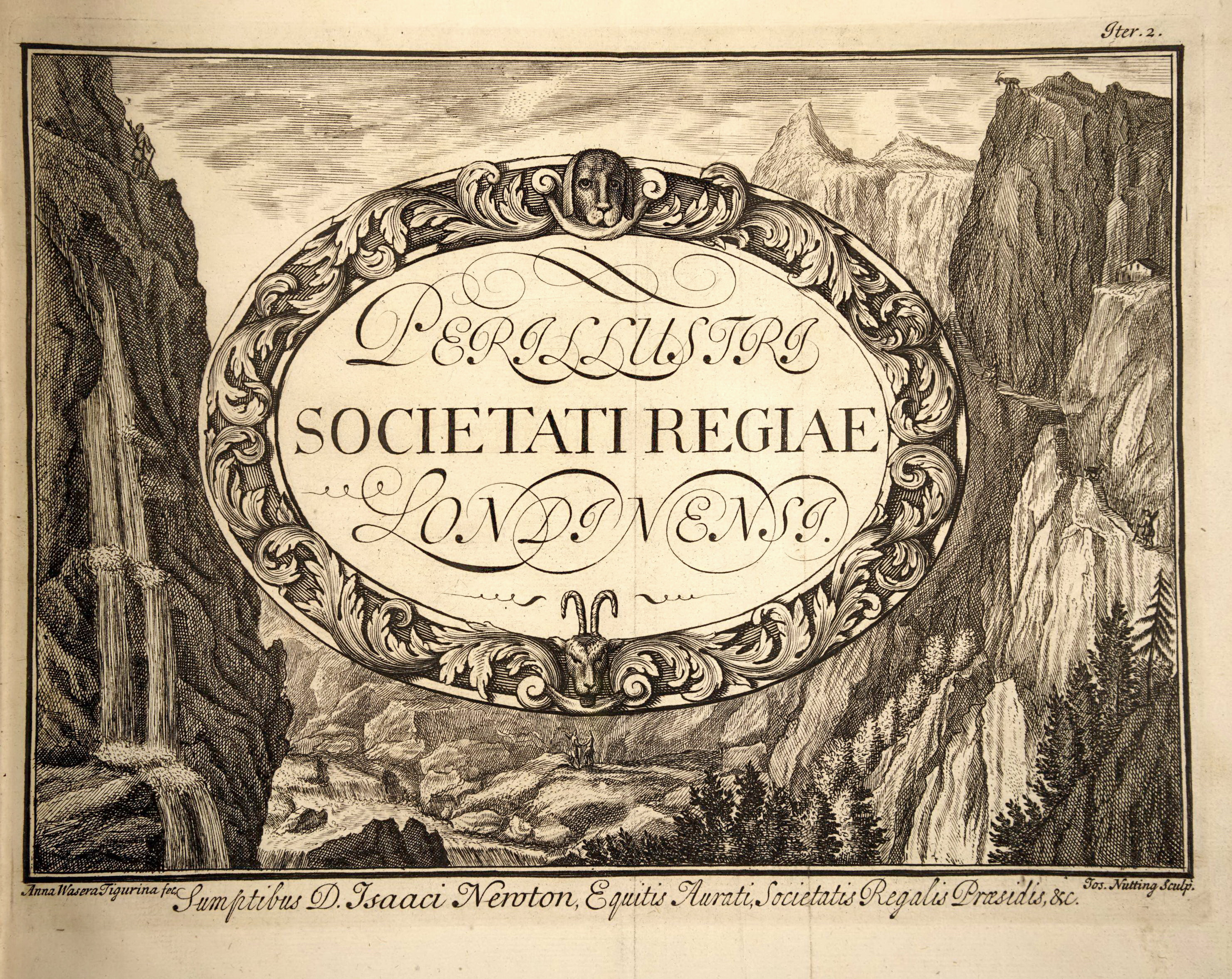
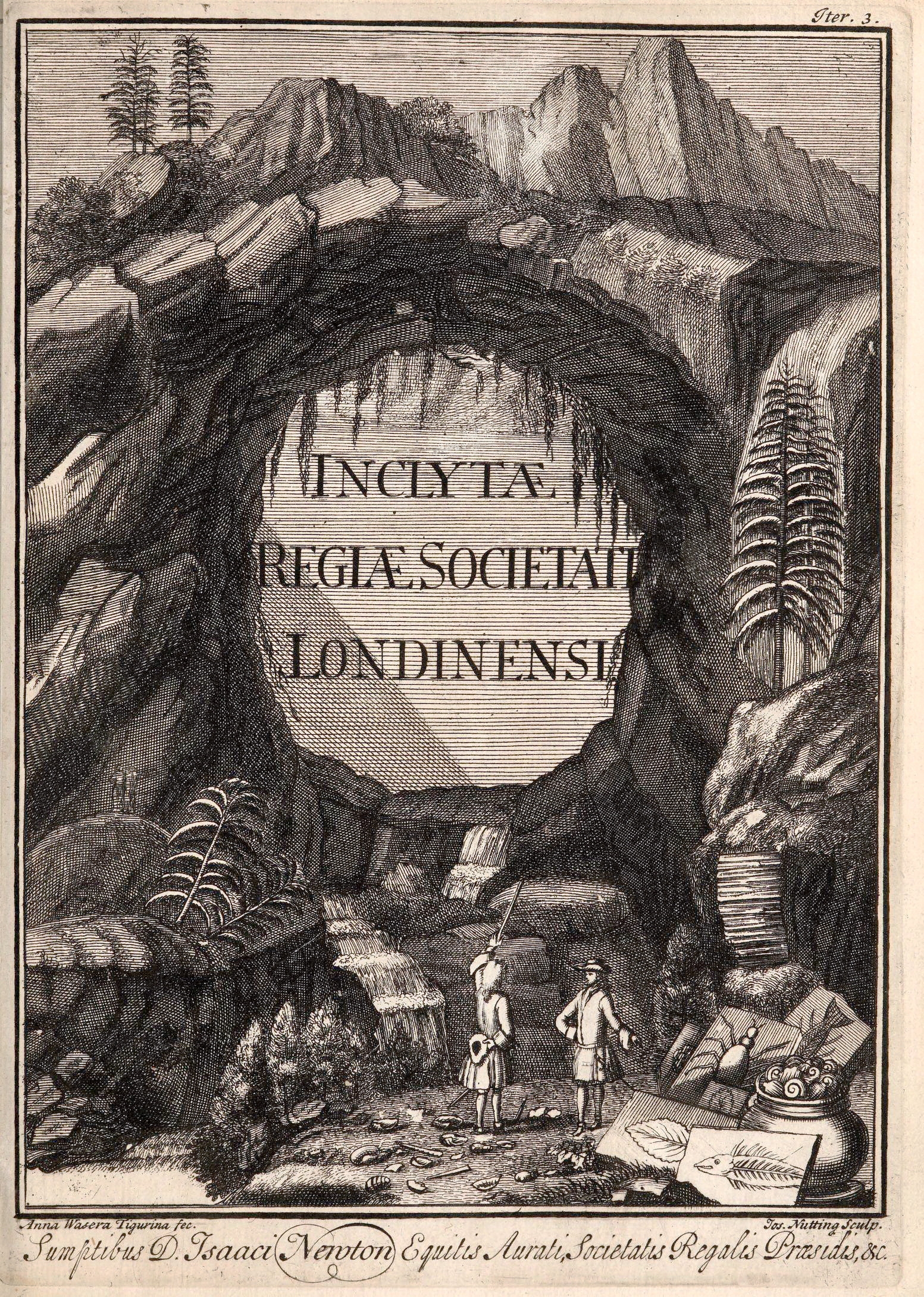

1708 gab Anna Waser unter dem Titel Schreibüebung eine Sammlung kalligrafischer Vorlagen mit 14 Seiten heraus, zusammen mit ihren Schwestern Anna Maria und Elisabetha; Anna hatte das Werk selbst in Kupfer gestochen. Auch ihr Vater steuerte eine Seite bei. Neben den bereits im Abschnitt «Leben» wiedergegebenen Sätzen über den Tod ist auch der Inhalt von Annas in Deutscher Kurrentschrift geschriebenem Text (zweites Bild) bedeutsam:

„Ich schäze das grösseste Königreich die Freyheit des Herzens, welches an nichts als an seinem Ursprunge, dem Himmel hengt, das seinen Schöpfer nicht erzürnet, keinen Menschen beleidiget, sich nur in guten löblichen Geschäften üebet, und denen Begierden alsobald widerstehet wann sie irgendswo einen Abweg nehmen wöllen. Ein solches Herz ist ein beständiges Wolleben, immer vergnügt, und wie es auch in der Welt zugehet, allzeit getrost, gedenkende, daß ihme alles, ja auch die Widerwertigkeit selbst nur zum besten dienen müsse.“

Der Text im vierten Bild über den Wert der Bildung stammt von Annas Schwester Anna Maria.

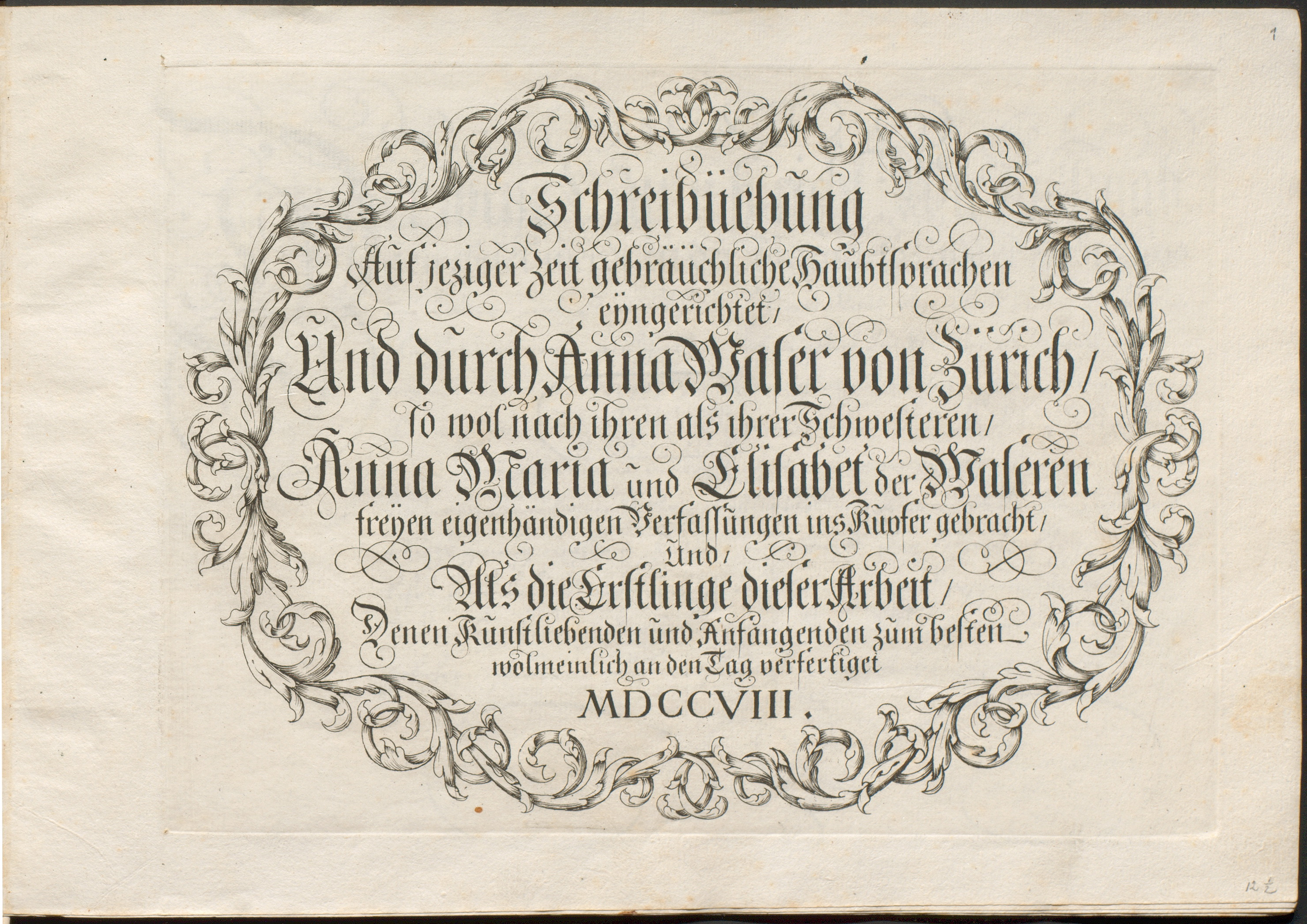
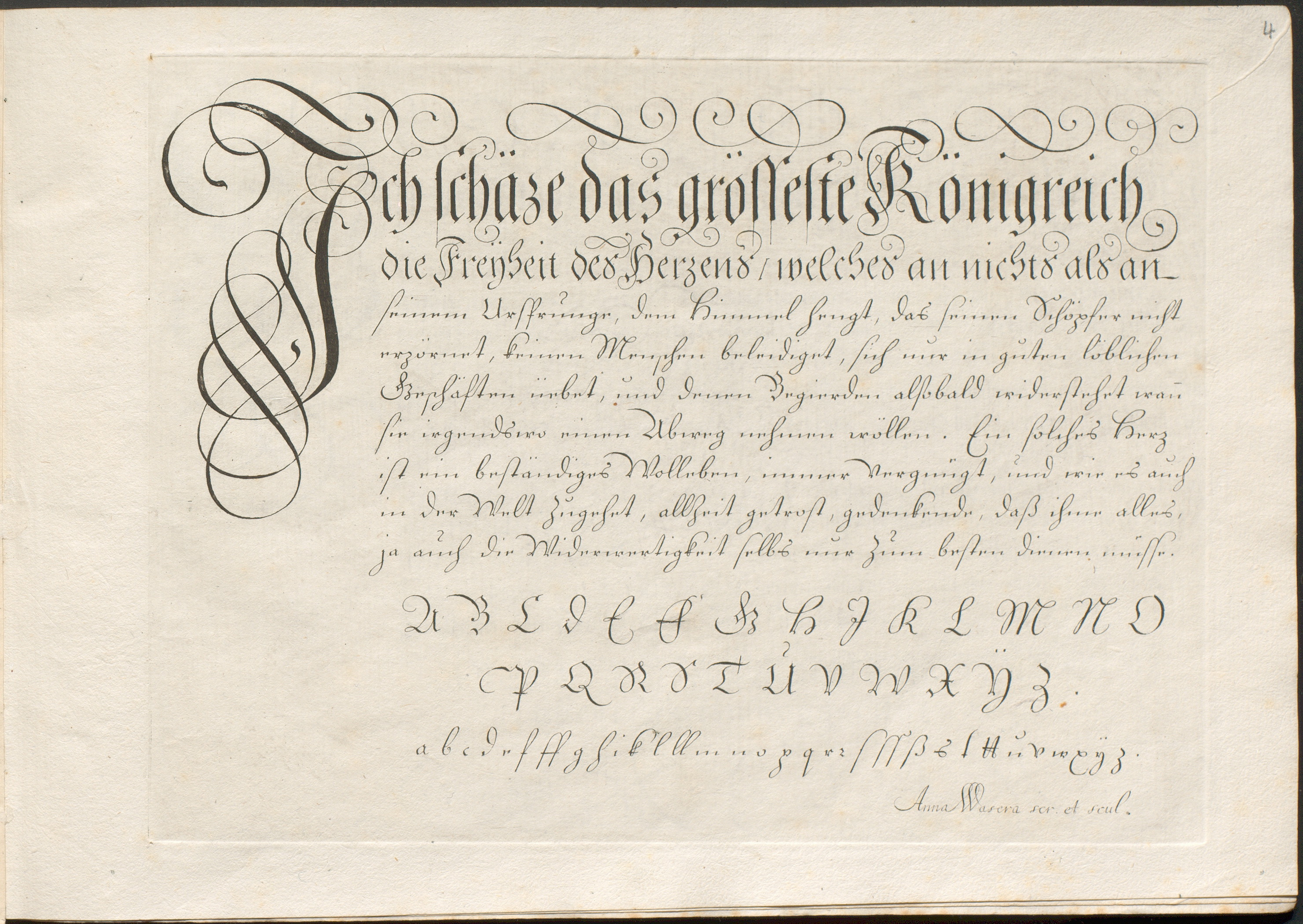
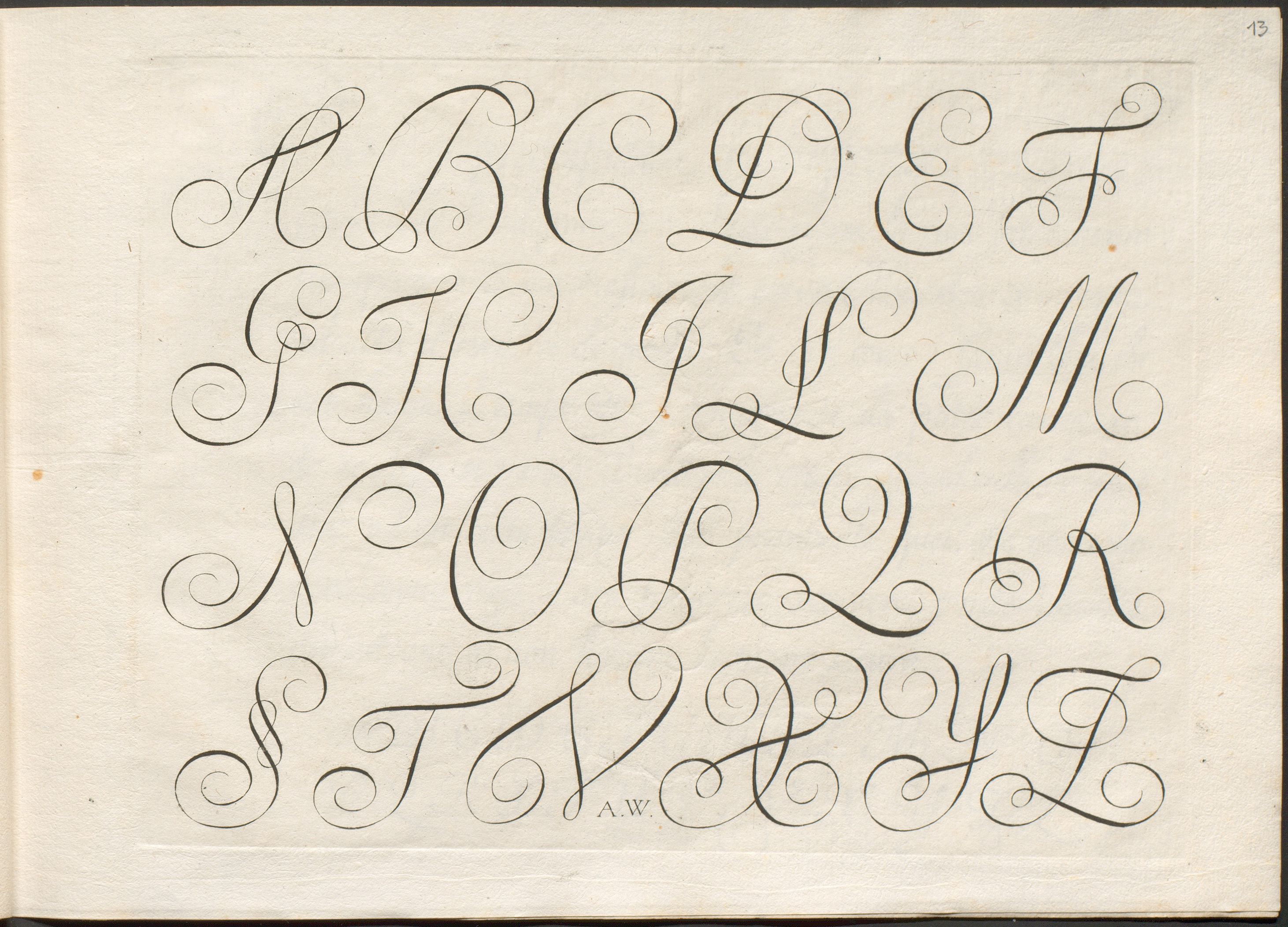
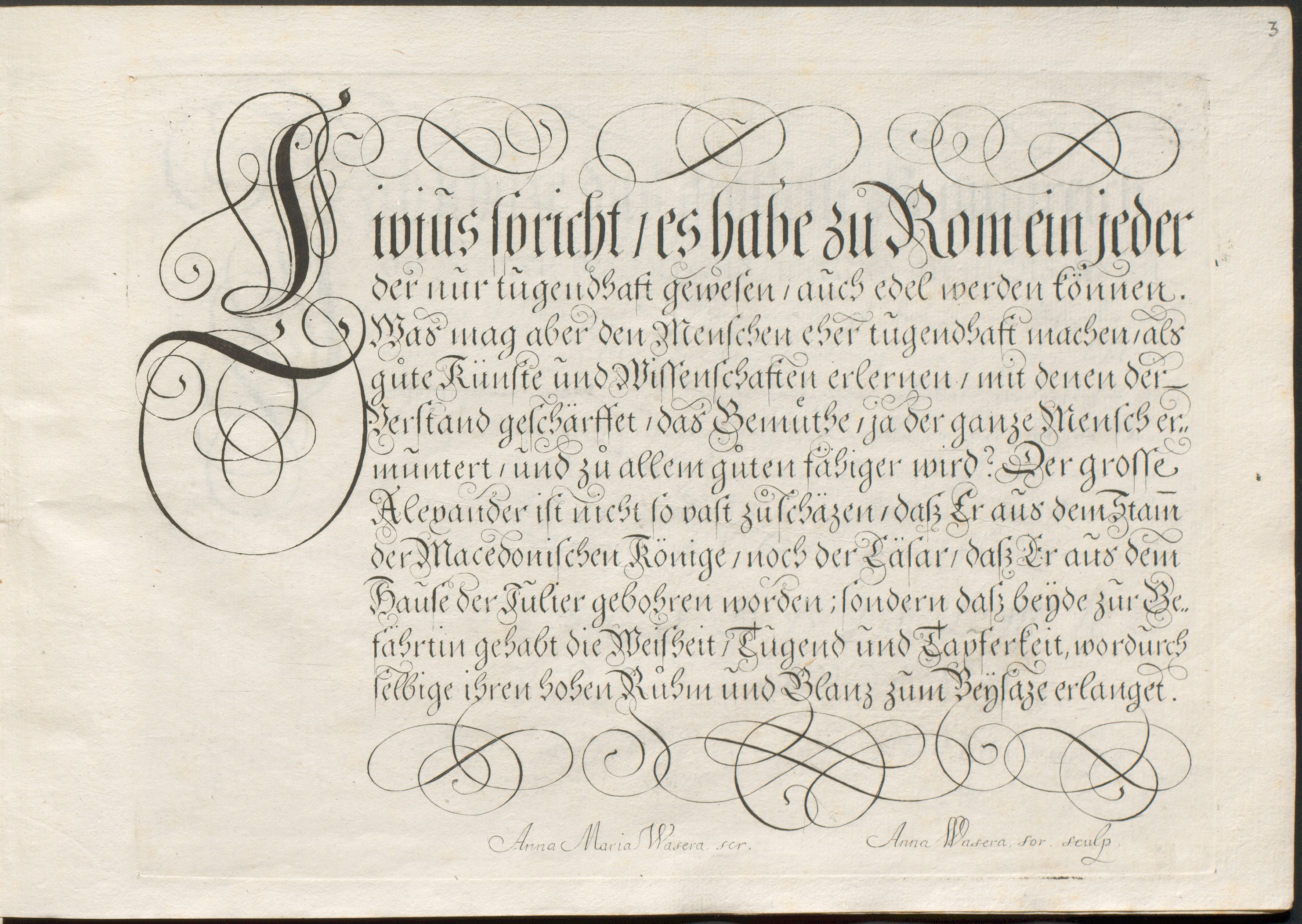

## Geschwister

### Elisabetha, die «Schreibmeisterin»
Annas jüngere Schwester Elisabetha Waser (* 1683 in Rüti; † 3. Dezember 1729 in Zürich) wurde als Schreibmeisterin und Zeichnerin bekannt. Sie unterrichtete gegen 600 Kinder im Schreiben, Zeichnen und Singen. Wie Anna blieb auch Elisabetha ledig. Als sie 1729 im Alter von 46 Jahren starb, veröffentlichte einer ihrer beiden Brüder unter dem Pseudonym «Rodrico» zu ihren Ehren eine Ode: Lob- und Traueropfer über die mir allzu frühzeitige doch höchst selige Erblassung der von Gott mit vielen hohen Tugenden und Wissenschaften erleuchtet gewesenen Jungfrau Elisabetha Waserin.

Elisabethas Beiträge zum Werk Schreibüebung (1708)
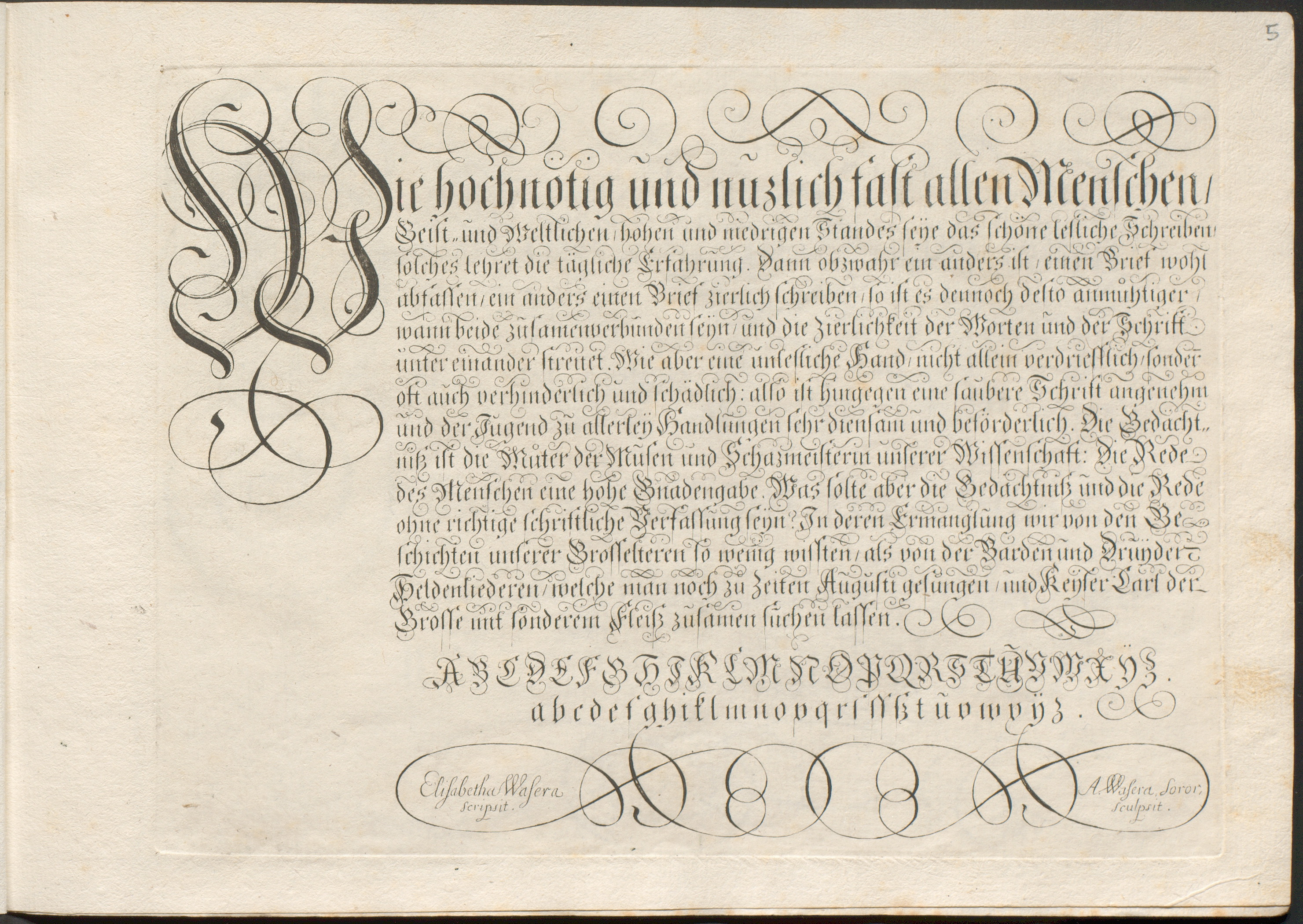
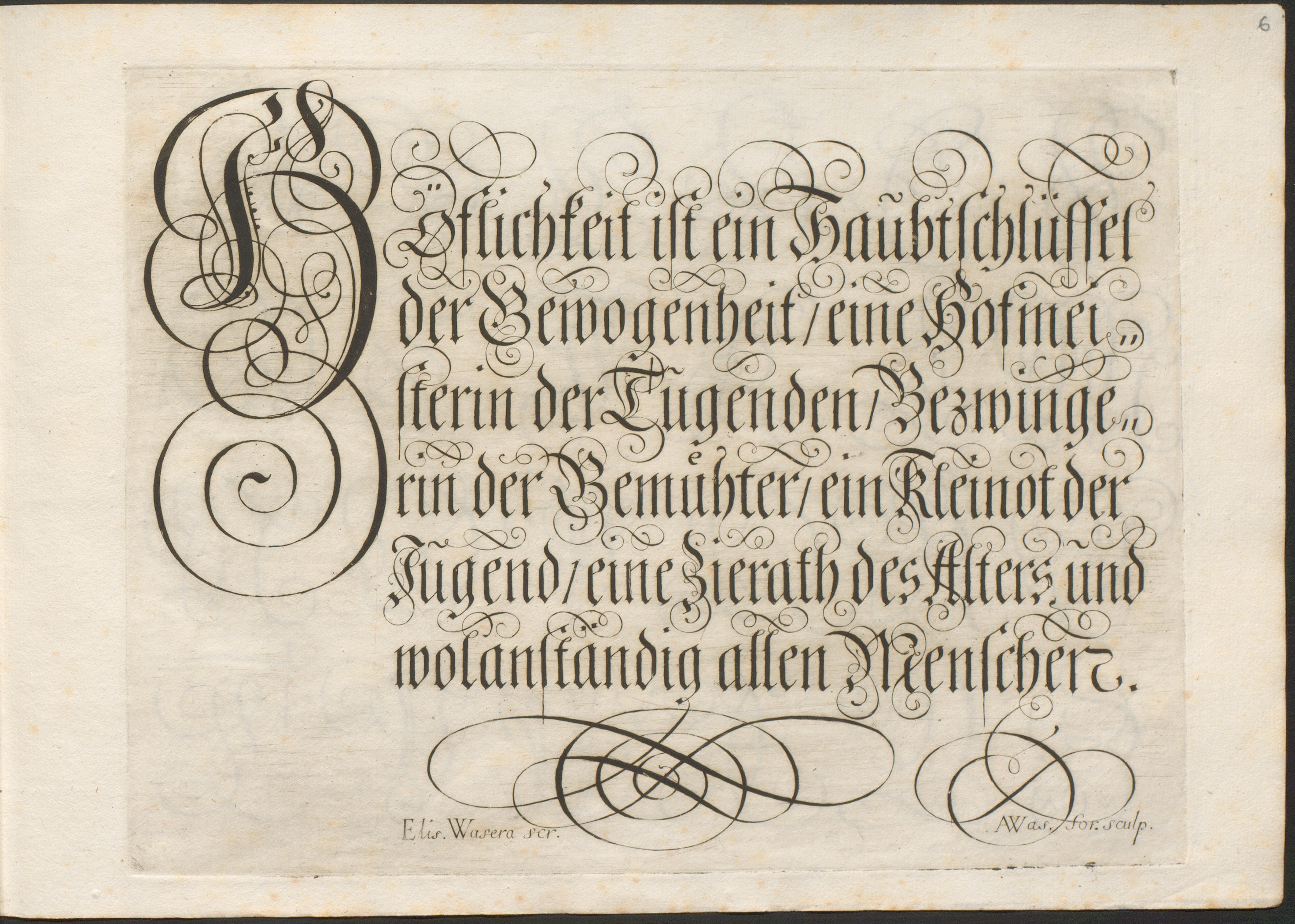
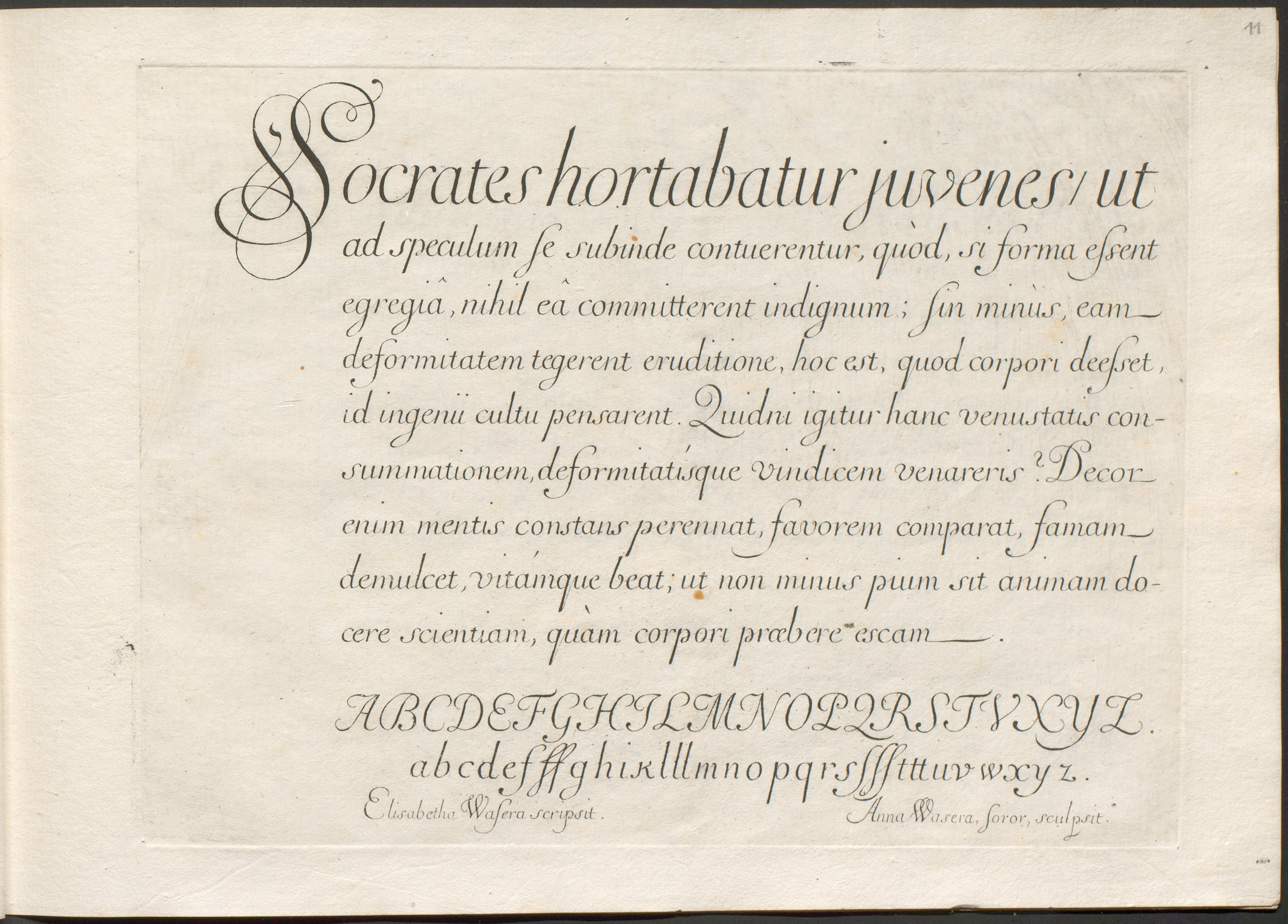

### Brüder
Hans Rudolf Waser (* 1675; † 31. Oktober 1745 in Zollikon) war von 1706 bis zu seinem Tod 1745 Pfarrer in Zollikon. 1709 wurde er der erste Bewohner des Zolliker Pfarrhaues im Hinterdorf, heute Alte Landstrasse 45. In erster Ehe verlor er alle sechs Kinder, die meisten an Blattern. Seine erste Frau Anna geb. Teucher starb 1724 mit 37 Jahren. Seine zweite Frau war Anna Barbara geb. Füssli, die ihn um drei Jahre überlebte.
Ein weiterer Bruder Annas war Heinrich Waser, Pfarrer in Hombrechtikon.

## Roman über Anna Wasers Leben
Die Historikerin und Literaturwissenschaftlerin Maria Waser, deren Ehemann Otto Waser ein Nachkomme eines Bruders von Anna war, veröffentlichte 1913 den Roman Die Geschichte der Anna Waser. Dieses literarische Werk erhöhte den Bekanntheitsgrad der Malerin; es hatte aber auch zur Folge, dass später Einzelheiten, welche die Autorin erfunden hatte, mit den spärlichen historischen Angaben zu Anna Wasers Leben vermengt wurden.

## Ehrung

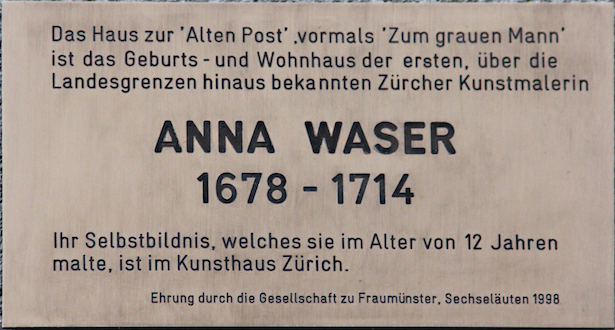
Gedenktafel am Haus «Zur Alten Post», Münstergasse 19, in Zürich

Anna Waser wurde anlässlich der ersten Frauenehrung am Sechseläuten 1998 von der Gesellschaft zu Fraumünster geehrt. Ihre Gedenktafel befindet sich am Haus «Zur alten Post» an der Münstergasse 19 in Zürich, in dem sie einen grossen Teil ihres Lebens verbrachte.

## Literatur

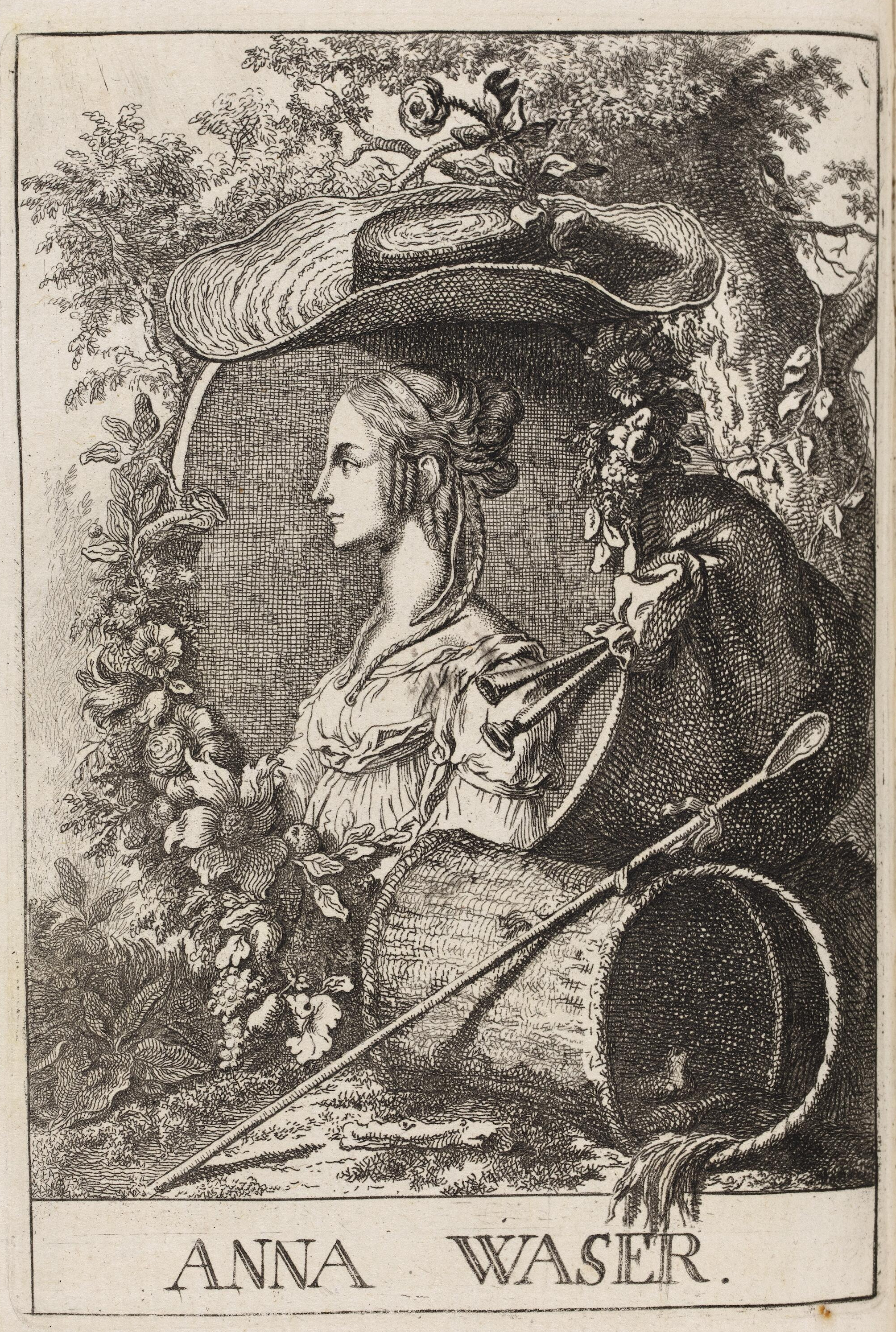
J. C. Füssli, 1757 und 1770
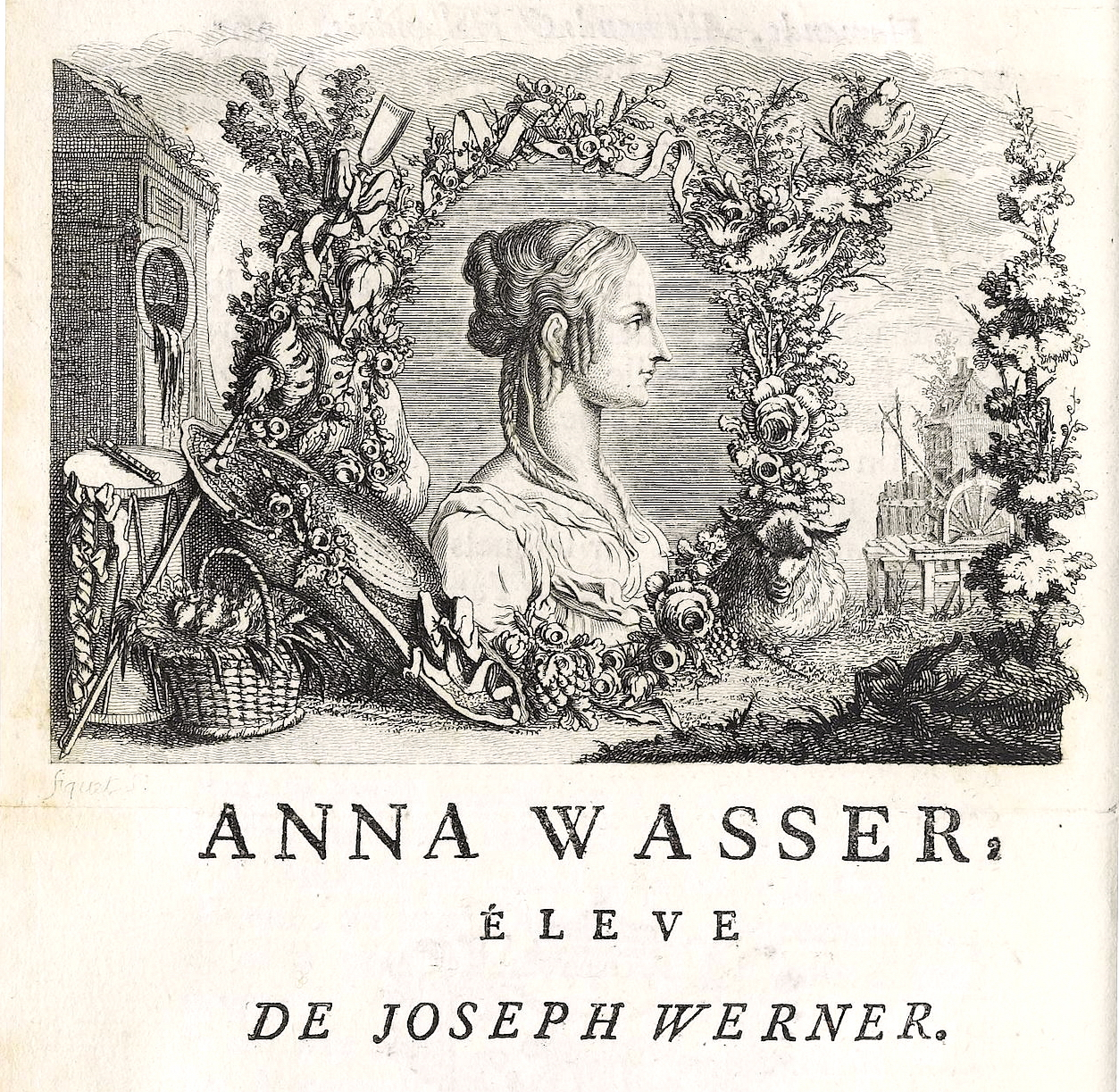
J.-B. Descamps, 1764